# بازاریابی ویدئویی
بازاریابی ویدئویی استفاده از ویدئو ها به منظور تبلیغ یک محصول یا خدمات برای کسب اهداف یک راهبرد تجاری است. بازاریابی ویدیویی از ارتباط و تولیدات شنیداری و دیداری برای ایجاد منابع مورد استفاده در رسانه های مختلف استفاده می کند و ژانرهای مختلف را پوشش می دهد.
محتوا با توجه به ویدئو و ویژگی های آن (فیلمنامه، کارگردانی هنری، و...) و همچنین تکنیک های تبلیغاتی برای ایجاد رابطه شخصی بین مشتری بالقوه و بنگاهی که از این راهبرد استفاده می کند ایجاد می شود.

## اینترنت
بازاریابی ویدیویی با پیدایش اینترنت به سرعت درحال رشد و تکامل است زیرا به لطف پدیدار شدن پورتال های رایگان برای اشتراک گذاری ویدیوها مانند یوتیوب، ویمیو و موارد دیگر کار انتشار و دسترسی به محتوای صوتی و تصویری تسهیل شده است. 

## بازاریابی ویدئویی اجتماعی
مؤلفه اجتماعی در راهبرد بازاریابی ویدیویی برای افزایش مشارکت مخاطب در رسانه های اجتماعی در رابطه با یک ویدیوی خاص طراحی شده است. در یک کارزار موفق، محتوا و انتشار با هم ترکیب می‌شوند تا به افراد اجازه دهند را در محتوا سهیم شوند و در نتیجه آن را در سراسر حلقه‌های اجتماعی خود پخش کنند.از دیدگاه‌های مصرف‌گرایی، روان‌شناسی اجتماعی و تئوری اقتصادی حول روان‌شناسی اشتراک‌گذاری استفاده می‌کند و با بازاریابی اجتماعی متفاوت است. 
میان تأثیر عاطفی محتوا و اثربخشی انتقال اجتماعی آن رابطه وجود دارد. بنابراین، استفاده از محرک‌های عاطفی خاص، احتمال اشتراک‌گذاری محتواهای سمعی و بصری را افزایش می‌دهد.
بازاریابی ویدئویی اجتماعی جزئی از یک برنامه ارتباطات بازاریابی یکپارچه است که برای افزایش مشارکت مخاطب از طریق فعالیت اجتماعی پیرامون یک ویدیوی خاص طراحی شده است.است.
ویدیوهای اجتماعی معمولاً به دلیل علاقه مشترک یا حس اعتماد بین فرستنده و گیرنده (ها) پخش می شوند. 